# Michael Badalucco
Michael Badalucco (Brooklyn (New York), 20 december 1954) is een Amerikaans acteur en filmproducent.

## Biografie
Badalucco behaalde in 1972 zijn high schooldiploma, en ging hierna naar de State University at New Paltz.
Badalucco begon in 1980 met acteren in de film Raging Bull. Hierna heeft hij nog meerdere rollen gespeeld in films en televisieseries. Hij is vooral bekend van zijn rol als Jimmy Berluti in de televisieserie The Practice, waar hij in honderdzesenzestig afleveringen speelde (1997-2004). Voor zijn rol hierin werd hij diverse malen genomineerd voor een prijs, in 1999, 2000 en 2001 voor de Screen Actors Guild Awards en in 2000 voor de Emmy Awards. in 1999 won hij een Emmy Award voor Beste Acteur in een Drama Serie.
Badalucco is in 1996 getrouwd.

## Filmografie[3]

### Films
Uitgezonderd korte films.
- 2023 Teenage Mutant Ninja Turtles: Mutant Mayhem - als Bad Bernie (stem)
- 2020 The Eagle and the Albatross - als Merle
- 2019 The Jesus Rolls - als beveiliger
- 2018 I Wrote This for You - als man aan de telefoon
- 2017 Heart, Baby - als sergeant Colby
- 2016 Rules Don't Apply - als Solly de kapper
- 2015 Addiction: A 60's Love Story - als Sam Kendrick
- 2015 Dancer and the Dame - als rechercheur Harrier
- 2014 Finding Hope Now - als Roger Minassian
- 2014 Zarra's Law - als Arthur Pascano
- 2013 Fading Gigolo - als stevige chauffeur
- 2013 Heebie Jeebies - als Billy Butler
- 2012 Nick the Doorman – als Lou
- 2011 The Resident – als verhuisman
- 2011 Finding Hope Now – als Roger Minassian
- 2010 In My Sleep – als Derek
- 2009 The Deported – als winkel begunstiger
- 2009 Nowhere to Hide – als Paulo Farina
- 2007 Joulutarina – als Emil
- 2005 Pizza My Heart – als Lou Prestolani
- 2005 Bewitched – als Joey Props
- 2004 Gourmet Club – als chef Orsino Mangiacavallo
- 2004 2BPerfectlyHonest – als Eugene
- 2002 13 Moons – als producent
- 2002 Naked Movie – als Joe Head
- 2001 The Man Who Wasn’t There – als Frank
- 2000 O Brother, Where Art Thou? – als George Nelson
- 1999 Summer of Sam – als zoon van Sam
- 1998 You've Got Mail – als Charlie
- 1997 Lesser Prophets – als Charlie
- 1997 The Deli – als Eric
- 1997 Path to Paradise: The Untold Story of the World Trade Center Bombing – als politieagent
- 1997 Commandments – als detective
- 1997 Love Walked In – als Eddie Bianco
- 1996 One Fine Day – als luitenant Bonomo
- 1996 Basquiat – als man die tegen is
- 1996 The Sunshine Boys – als geluidsman
- 1996 Two If by Sea – als Quinn
- 1995 Clockers – als politieagent
- 1995 Blue in the Face – als statisticus
- 1994 Mixed Nuts – als AAA chauffeur
- 1994 The Search for One-Eye Jimmy – als Joe Head
- 1994 Léon – als vader van Mathilda
- 1994 Men Lie – als ??
- 1993 The Saint of Fort Washington – als politieagent
- 1993 Sleepless in Seattle – als centralist taxicentrale New York
- 1992 Night and the City – als barkeeper van Elaine
- 1992 Mac – als Vico Vitelli
- 1992 Juice – als detective Kelly
- 1991 Jungle Fever – als Frankie Botz
- 1991 Switch – als Hard Hat
- 1991 The Hard Way – als Pizza Man
- 1990 Miller's Crossing – als chauffeur van Caspar
- 1990 Men of Respect – als Sal
- 1985 Desperately Seeking Susan – als jongen van Brooklyn
- 1984 Broadway Danny Rose – als gelddief
- 1980 Raging Bull – als kontoorbediende van Soda Fontein

### Televisieseries
Uitgezonderd eenmalige gastrollen.
- 2020 - 2022 Never Have I Ever - als Howard - 4 afl.
- 2014 Lilyhammer - als Joey Salmone - 2 afl.
- 2011 Chaos - als Fred Farmer - 3 afl.
- 2011 The Confession – als Arty – 2 afl.
- 2010 The Young and the Restless – als Mark Hogan – 8 afl.
- 2010 Boardwalk Empire – als Harry Prince – 2 afl.
- 1997 – 2004 The Practice – als Jimmy Berluti – 166 afl.

### Filmproducent
- 2018 Remember Isobel - film
- 2007 Joulutarina - film
- 2007 Who Is Norman Lloyd? - documentaire

- Bibsys: 11070314
- Biblioteca Nacional de España: XX1117043
- International Standard Name Identifier: 0000 0001 1482 6135
- Library of Congress Control Number: no2002033737
- MusicBrainz: be40c2ba-3b9f-4d8d-b36a-23ca6c6e6dad
- Nationale Bibliotheek van Tsjechië: xx0167623
- Nationale Bibliotheek van Israël: 987007447468405171
- Virtual International Authority File: 161298481
- WorldCat: E39PBJbRjfYXXdxthV8jh4qxXd